# The Guardsman
The Guardsman és una pel·lícula pre-codi de la Metro-Goldwyn-Mayer dirigida per Sidney Franklin i protagonitzada per Alfred Lunt i Lynn Fontanne. La pel·lícula, basada en l’obra teatral "Testör" de Ferenc Molnár, adaptada per Ernest Vajda i Claudine West, es va estrenar el 7 de novembre de 1931. La parella protagonista eren marit i muller a la realitat i actors molt coneguts a Broadway on el 1924 ja havien interpretat la peça teatral en que estava basada la pel·lícula. La pel·lícula fou possible perquè la productora teatral, la Theatre Guild, Inc., accedí a que es filmés el que havia estat un dels seus grans èxits. Fou el seu primer paper protagonista i, tot i que foren nominats a l'Oscar a millor actor i millor actriu, la pel·lícula va ser un fracàs comercial per lo que la parella retornà al món del teatre i no participà en cap altre pel·lícula.

## Argument
La història gira al voltant d'una parella d’actors que són marit i muller a la vida real. Després d’actuar tots dos a l’obra “Elizabeth the Queen”, el marit, insegur, sospita que la seva dona podria ser capaç de ser-li infidel i així ho manifesta al seu amic, el crític Bernhardt. Sabent que a la seva dona li agraden els homes d'uniforme, l'actor decideix disfressar-se de guàrdia rus uniformat i adopta en el parlar un marcat accent estranger. Disfressat d'aquesta maneravol demostrar-se a si mateix que en qualsevol moment la seva esposa el podria enganyar. Així, corteja la seva dona sota la seva falsa identitat i, aparentment, ella acaba enamorada. Quan el marit l'interroga l'endemà i ell acaba posant-se la disfressa de guàrdia rus, ella li diu al marit que sabia que era ell des del primer moment però que va decidir jugar amb l'engany.

## Repartiment
- Alfred Lunt (l’actor)
- Lynn Fontanne (l’actriu)
- Roland Young (Bernhardt, el crític)
- ZaSu Pitts (Liesl, la criada)
- Maude Eburne (Mama)
- Herman Bing (un creditor)
- Michael Mark (majordom)
- Ann Dvorak (fan)